# 이동현 (부천시의원)
이동현(李東玄, 1970년 5월 18일 ~ )은 대한민국의 제6·7·8대 경기도 부천시의원이었다.

## 학력
- 무안중학교 졸업
- 광주살레시오고등학교 졸업
- 동신대학교 자연과학대학 통계학과 학사 졸업
- 중앙대학교 건설대학원 건설경영관리학과 건축공학 석사 수료
- 연세대학교 행정대학원 사회복지학과 사회복지학 석사 수료

## 경력
- 석천중학교 운영위원장
- 상인초등학교 운영위원장
- 상3동 자율방범대 운영위원장
- 상3동 새마을협의회 운영위원장
- 부천시 농아인협회 후원회장
- 부천시 농아인협회 고문
- 국제RI 부천 원미로타리클럽 수석부회장
- 연세대학교 행정대학원 총동문회 부회장
- 제26대 중앙대학교 건설대학원 총학생회장
- 카네기 최고경영자과정 부천8기 회장
- (사)연세사회복지회 등기이사
- 법무부 범죄예방위원 부천시협의회 갱생보호위원장
- 사회복지사
- 청소년보호사
- 요양보호사
- 민주당 중앙당 사회복지특별위원회 부위원장
- 민주당 경기도당 교육연수위원회 부위원장
- 민주당 경기도당 부천시 원미구 을 지역위원회 부위원장
- 2011.10 ~ 2014.06 제6대 경기도 부천시의회 의원
- 2011.10 ~ 2012.07 제6대 경기도 부천시의회 전반기 건설교통위원회 위원
- 2011.10 ~ 2012.07 제6대 경기도 부천시의회 전반기 예산결산특별위원회 위원
- 2012.07 ~ 2014.06 제6대 경기도 부천시의회 후반기 건설교통위원회 위원
- 2012.07 ~ 2014.06 제6대 경기도 부천시의회 후반기 예산결산특별위원회 위원장
- 부천시 쓰레기문제해결 위원
- 부천시 어린이안전관리 위원
- 부천시 도시공원위원회 위원
- 부천시 수화통역센터 운영위원장
- 부천FC 프로축구 시민구단 자문위원
- 한국소비자파워센터 부천시지회장
- 대한노인학회 정회원
- 민주평화통일자문회의 자문위원
- 새정치민주연합 사회복지특별위원회 부위원장
- 2014.07 ~ 2018.06 제7대 경기도 부천시의회 의원
- 2014.07 ~ 2016.07 제7대 경기도 부천시의회 전반기 도시교통위원회 위원
- 2014.07 ~ 2016.07 제7대 경기도 부천시의회 전반기 예산결산특별위원회 위원
- 2016.07 ~ 2018.06 제7대 경기도 부천시의회 후반기 도시교통위원회 위원장
- 2018.07 ~ 2021.02 제8대 경기도 부천시의회 의원
- 2017 문재인 대통령 후보 노동특보
- 2018.07 ~ 2020.07 제8대 경기도 부천시의회 전반기 재정문화위원회 위원
- 2018.07 ~ 2020.07 제8대 경기도 부천시의회 전반기 예산결산특별위원회 위원
- 2020.07 ~ 2021.02 제8대 경기도 부천시의회 후반기 행정복지위원회 위원

## 수상
- 2017 대한민국 의정대상 수상
- 2017 대한민국 친환경 우수의원상 수상
- 2017 최우수 상임위원회 수상
- 2017 부천시 공무원이 뽑은 베스트 시의원 선정

## 논란
더불어민주당 이동현 시의원은 2020년 3월 24일 부천시 소재 모 현금인출기에서 다른 이용자가 인출 후 두고 간 현금 70만 원을 가져간 혐의와 주차장 용도부지 및 모텔부지 매입에 관한 알선뇌물약속 혐의로 재판에 넘겨졌고, 그 결과 1심에서 징역 1년 6월의 실형 선고를 받고 법정구속되었어 의원직이 상실되었다. 2심 재판 중 사직서를 제출했으며, 2월 9일 수리되었으나 2월 16일, 부천시선관위가 보궐선거를 치르지 않기로 결정했다.

## 역대 선거 결과
|  | 32.82% |

|  | 34.40% |

|  | 46.46% |